# Марк Мето
Марк Мето (англ. Marc Methot; нар. 21 червня 1985, Оттава) — канадський хокеїст, що грав на позиції захисника. Грав за збірну команду Канади.
Провів понад 600 матчів у Національній хокейній лізі.

## Ігрова кар'єра
Хокейну кар'єру розпочав 2002 року вситупами за «Лондон Найтс».
2003 року був обраний на драфті НХЛ під 168-м загальним номером командою «Колумбус Блю-Джекетс».
У сезоні 2005–06 років Марк дебютував на професійному рівні у складі «Сірак'юс Кранч» (АХО). У сезоні 2006–07 канадець дебютував в НХЛ за «Колумбус Блю-Джекетс». 5 липня 2011 року сторони уклали новий чотирирічний контракт.
1 липня 2012 року Марка обміняли на гравця «Оттава Сенаторс» Ніка Фоліньйо. У 2017 році Мето виставили на драфт розширення. 21 червня 2017 року Марк обраний клубом «Вегас Голден Найтс».
Через п'ять днів його обміняли до клубу «Даллас Старс».
9 березня 2021 року Марк постом у Twitter оголосив про завершення ігрової кар'єри.
Загалом провів 662 матчі в НХЛ, включаючи 38 ігор плей-оф Кубка Стенлі.
Виступав за збірну Канади, на головних турнірах світового хокею провів 13 ігор в її складі.

## Статистика

### Клубні виступи
| Сезон        | Клуб                   | Ліга         | Регулярний сезон | Регулярний сезон | Регулярний сезон | Регулярний сезон | Регулярний сезон | Плей-оф | Плей-оф | Плей-оф | Плей-оф | Плей-оф |
| Сезон        | Клуб                   | Ліга         | І                | Г                | П                | О                | ШХ               | І       | Г       | П       | О       | ШХ      |
| ------------ | ---------------------- | ------------ | ---------------- | ---------------- | ---------------- | ---------------- | ---------------- | ------- | ------- | ------- | ------- | ------- |
| 2001–02      | «Каната Лазерс»        | ЦКХЛ         | 50               | 3                | 10               | 13               | 22               | 11      | 0       | 1       | 1       | 4       |
| 2002–03      | «Лондон Найтс»         | ОХЛ          | 68               | 2                | 13               | 15               | 46               | 14      | 2       | 4       | 6       | 6       |
| 2003–04      | «Лондон Найтс»         | ОХЛ          | 63               | 2                | 9                | 11               | 66               | 15      | 0       | 3       | 3       | 18      |
| 2004–05      | «Лондон Найтс»         | ОХЛ          | 67               | 4                | 12               | 16               | 88               | 18      | 2       | 1       | 3       | 32      |
| 2005–06      | «Сірак'юс Кранч»       | АХЛ          | 70               | 2                | 11               | 13               | 75               | 5       | 0       | 0       | 0       | 8       |
| 2006–07      | «Сірак'юс Кранч»       | АХЛ          | 59               | 1                | 15               | 16               | 58               | —       | —       | —       | —       | —       |
| 2006–07      | «Колумбус Блю-Джекетс» | НХЛ          | 20               | 0                | 4                | 4                | 12               | —       | —       | —       | —       | —       |
| 2007–08      | «Сірак'юс Кранч»       | АХЛ          | 66               | 7                | 6                | 13               | 130              | 13      | 0       | 6       | 6       | 14      |
| 2007–08      | «Колумбус Блю-Джекетс» | НХЛ          | 9                | 0                | 0                | 0                | 8                | —       | —       | —       | —       | —       |
| 2008–09      | «Колумбус Блю-Джекетс» | НХЛ          | 66               | 4                | 13               | 17               | 55               | 4       | 0       | 0       | 0       | 2       |
| 2009–10      | «Колумбус Блю-Джекетс» | НХЛ          | 60               | 2                | 6                | 8                | 51               | —       | —       | —       | —       | —       |
| 2010–11      | «Колумбус Блю-Джекетс» | НХЛ          | 74               | 0                | 15               | 15               | 58               | —       | —       | —       | —       | —       |
| 2011–12      | «Колумбус Блю-Джекетс» | НХЛ          | 46               | 1                | 6                | 7                | 24               | —       | —       | —       | —       | —       |
| 2012–13      | «Оттава Сенаторс»      | НХЛ          | 47               | 2                | 9                | 11               | 31               | 10      | 1       | 4       | 5       | 6       |
| 2013–14      | «Оттава Сенаторс»      | НХЛ          | 75               | 6                | 17               | 23               | 28               | —       | —       | —       | —       | —       |
| 2014–15      | «Оттава Сенаторс»      | НХЛ          | 45               | 1                | 10               | 11               | 18               | 6       | 0       | 0       | 0       | 6       |
| 2014–15      | «Бінгхемптон Сенаторс» | АХЛ          | 1                | 0                | 0                | 0                | 0                | —       | —       | —       | —       | —       |
| 2015–16      | «Оттава Сенаторс»      | НХЛ          | 69               | 5                | 7                | 12               | 34               | —       | —       | —       | —       | —       |
| 2016–17      | «Оттава Сенаторс»      | НХЛ          | 68               | 0                | 12               | 12               | 24               | 18      | 2       | 2       | 4       | 10      |
| 2017–18      | «Даллас Старс»         | НХЛ          | 36               | 1                | 2                | 3                | 31               | —       | —       | —       | —       | —       |
| 2018–19      | «Даллас Старс»         | НХЛ          | 9                | 0                | 0                | 0                | 6                | —       | —       | —       | —       | —       |
| Усього в НХЛ | Усього в НХЛ           | Усього в НХЛ | 624              | 22               | 101              | 123              | 380              | 38      | 3       | 6       | 9       | 24      |

### Збірна
| Рік                | Команда            | Турнір             | Місце              | І  | Г | П | О | ШХ |
| ------------------ | ------------------ | ------------------ | ------------------ | -- | - | - | - | -- |
| 2011               | Канада             | ЧС                 | 5-е                | 7  | 0 | 0 | 0 | 2  |
| 2012               | Канада             | ЧС                 | 5-е                | 6  | 0 | 2 | 2 | 25 |
| Національна збірна | Національна збірна | Національна збірна | Національна збірна | 13 | 0 | 2 | 2 | 27 |